# S/2008 (119067) 1
S/2008 (119067) 1 é o objeto secundário do corpo celeste denominado de (119067) 2001 KP76. Ele é um objeto transnetuniano que tem cerca de 146 km de diâmetro